# Daniel Paul Schreber
Pour les articles homonymes, voir Schreber.
 (octobre 2019).
Si vous disposez d'ouvrages ou d'articles de référence ou si vous connaissez des sites web de qualité traitant du thème abordé ici, merci de compléter l'article en donnant les références utiles à sa vérifiabilité et en les liant à la section « Notes et références ».
Daniel Paul Schreber, né le 25 juillet 1842 à Leipzig et mort le 14 avril 1911, est un juriste allemand.
Il est connu pour l'étude de cas de Freud, Le Président Schreber. Remarques psychanalytiques sur un cas de paranoïa (Dementia paranoides) décrit sous forme autobiographique (1911), qui s'inspire de l'autobiographie de Schreber, Mémoires d’un névropathe (parue en 1903).

## Biographie
Daniel Paul Schreber est le fils de Moritz Schreber, médecin, et le troisième d’une fratrie de cinq enfants. 
Il entreprend une carrière dans la magistrature. En octobre 1893, il est nommé président de chambre à la cour d’appel de Dresde. Victime d’insomnies qu’il attribue dans un premier temps à un surmenage, il est rapidement contraint d’entrer en maison de santé. Quelques mois plus tard, en proie à de nombreuses hallucinations, il est suspendu de ses fonctions, mis sous tutelle et placé dans une clinique spécialisée pour malades mentaux.
En 1900, après un procès, il obtient de pouvoir sortir librement de l’asile et de publier son autobiographie, Mémoires d’un névropathe, qui expose en détail sa perception de son délire. Toutefois, certains passages sont censurés par l'éditeur, en particulier le chapitre III, traitant des membres de sa famille d'après les premières lignes écrites qui seules ont été imprimées.
Il meurt à 68 ans en 1911, à la clinique de Dösen, près de Leipzig.

## Le délire de Schreber

### Description
Le délire de Schreber s’articule autour d’un système complexe de relations des êtres à Dieu ; celui-ci est censé pouvoir examiner à tout moment les « nerfs » des individus, métonymies de l’être humain. Schreber est persuadé qu’on le persécute parce que ses propres nerfs attirent Dieu.
Après son premier internement (pour cause d'hypocondrie), le président Schreber est reconnaissant envers son médecin, le professeur Paul Flechsig. Ces sentiments sont, selon Freud, mûs par un processus de transfert, dans lequel Schreber prend le médecin comme succédané de personnes significatives successives aimées de lui. Lors d'une absence prolongée de sa femme, partie en voyage sur les conseils de ce médecin, Schreber fait un rêve, accompagné de pollutions nocturnes, dans lequel, selon Freud, il éprouve une forme de désir homosexuel pour ce médecin. Par la suite, quand son épouse rentre de voyage, Schreber l'imagine morte et croit se trouver en présence de son âme qui revient de parmi les morts. Avant que l'humanité n'apparaisse comme détruite aux yeux de Schreber, son épouse est la première à se trouver dans ce cas.

### Interprétations psychanalytiques
Traditionnellement, le souhait de Schreber de devenir une femme a été reporté à son seul désir, refoulé, pour son médecin, le Pr Flechsig, qui devient alors son persécuteur : « l'être désiré devint maintenant le persécuteur, le contenu de la fantaisie de souhait devint le contenu de la persécution » (Freud, Cinq psychanalyses, p. 444). Par la suite, le délire de persécution de Schreber évolue, et Dieu devient son nouveau persécuteur. C'est là une aggravation du conflit, mais aussi selon Freud, le début d'une résolution de ce conflit, car il accepte alors ses désirs homosexuels, trouvant plus facile à accepter de s'offrir à Dieu. Prend place alors un délire de grandeur pour « rationaliser » ses désirs : s'il est digne d'être persécuté, c'est parce que lui-même est une personnalité puissante. D'ailleurs, même le soleil pâlit devant lui. Il devient alors la femme de Dieu, et sa fantaisie de devenir une femme devient une idée morbide : il rêve de devenir une femme soumise à la copulation car il n'a jamais réussi à avoir d'enfants avec la sienne. Ainsi, le but de Schreber, dans sa paranoïa, est de « repeupler le monde de nouveau-nés à l'esprit schrébérien ». Cette dernière formation délirante indiquerait une puissante identification à sa propre femme : comme s'il devait la remplacer, après l'avoir fantasmée comme morte.

### Autres interprétations
En 1949, Katan, psychanalyste hollandais immigré aux États-Unis, reprend les interprétations sur Schreber, inaugurant ainsi un débat qui durera jusqu'à 1973, avec Niederland, psychanalyste allemand, lui aussi immigré aux États-Unis.
Ils ne sont pas les seuls à participer à ce débat. En 1955, paraît une traduction anglaise des Mémoires, ce qui contribue beaucoup à la diffusion de ce débat.
En 1962, un colloque consacré à Schreber a lieu à Atlantic City.
En 1981, à New York, outre de nouvelles interprétations psychanalytiques présentées lors d'un nouveau colloque, ce sont un opéra, un ballet, une pièce de théâtre et un film  inspirés du cas Schreber, qui sont présentés, ce qui donne lieu à un recueil.
Nombre de ces débats, particulièrement à partir des années 1980 sont inspirés par les thèses de Jacques Lacan, Jacques Derrida, Michel Foucault ou Gilles Deleuze.
Lacan a soutenu sa thèse de médecine sur la paranoïa en 1932, suivant ensuite l'exemple de Freud dans le cadre de l'élaboration dans les années 1955-1956 de sa théorie des psychoses.
Dans les années 1970, en France, le philosophe Gilles Deleuze et le psychanalyste Félix Guattari en parlent à leur tour, dans le cadre de leurs travaux sur le capitalisme et la schizophrénie (L'Anti-Œdipe, 1972).
Une traduction française des Mémoires de Schreber paraît en 1975.
En 1979 et en 1981, Han Israëls et Daniel Devreese présentent de nouvelles découvertes sur Schreber. Le premier étudie très précisément les livres de pédagogie du père de Schreber et établit la généalogie de la famille Schreber. Le second resitue le "meurtre d'âme" dans l'histoire allemande et, du coup, montre ses enjeux pour Schreber. Ces deux auteurs, auxquels s'adjoint le Professeur Quackelbeen, découvrent et publient des poèmes de Schreber, écrits après la levée de sa tutelle, ainsi que l'intégralité du dossier de son hospitalisation, ce qui permet de mieux connaître l'évolution de sa psychose.
Un important colloque international sur Schreber est organisé à Cerisy-la-Salle en 1993.
Les travaux, tant en anglais qu'en français, sur le sujet sont encore aujourd'hui nombreux.
Parmi eux, il importe de mentionner particulièrement ceux de M. Chatel et de C. Azouri, parmi d'autres réunis dans un numéro spécial de la Revue du Littoral.

### Freud et Lacan

#### Interprétation de Lacan
La lecture que fait Lacan des Mémoires d'un névropathe se déploie en deux temps : d'abord, son séminaire sur les psychoses, tenu entre 1955 et 1956, dont une partie paraît cette même année 1956 dans la revue La Psychanalyse, ensuite, son article "D'une question préliminaire à tout traitement possible de la psychose", paru dans ses Écrits, de 1966. Les enjeux dont chacun est porteur ne sont pas identiques, même si le dénominateur commun d'une approche des psychoses parcourt l'œuvre de Lacan depuis sa thèse de médecine, en 1932. Au cours de son séminaire, Lacan lit attentivement le livre de Schreber. De cette lecture, il dégage l'importance du signifiant, ("le signifiant comme tel ne signifie rien"), de la métaphore et de la métonymie. Ce n'est qu'à la dernière des leçons de ce séminaire, tenue le 4 juillet 1956, que Lacan mentionne ses concepts de forclusion et de Nom-du-Père. Tout autre sont les enjeux de son article de 1966, où il présente le noyau de sa théorie, dit schéma R, ou encore schéma RSI (RSI pour réel, symbolique et imaginaire, dit aussi, encore, son carré magique, où se déploient ses conceptions de la réalité psychique, partant du schéma L ("L'inconscient est le discours de l'Autre") et aboutissant au schéma I, censé expliquer la psychose de Schreber.
Selon Lacan, les hypothèses de Freud quant à l'homosexualité de Schreber seraient fausses, car il n'y a pas
de refoulement dans la psychose[réf. souhaitée]. L'homosexualité à l'époque de Freud étant considérée comme une perversion, Freud aurait essayé d'expliquer un cas psychotique par les processus de la névrose car c'étaient les seules bases théoriques sur lesquelles il pouvait s'appuyer[réf. souhaitée]. Néanmoins, Lacan accepta le rôle central du médecin Flechsig dans la formation du délire de Schreber et n'y reconnut jamais la contribution de ses fantasmes relatifs à Mme Schreber et à ses six fausses-couches.
L'interprétation que fait Jacques Lacan des Mémoires d'un névropathe constitue son prototype de l'analyse des psychoses. Schreber est à ses yeux le modèle de la structuration psychotique. Lacan pose comme paradigmatique toute une phénoménologie des psychoses qu'il analysera pas à pas[réf. souhaitée]. On connaît déjà son intérêt pour la paranoïa qui, dès 1931, est l'objet d'étude de sa thèse "De la psychose paranoïaque dans ses rapports avec la personnalité". L’anecdote dit qu'il envoya cette thèse à Freud lui-même, qui lui répondit seulement : « Merci pour l'envoi de votre travail ».[réf. souhaitée]
Schreber est présent en filigrane dans l’œuvre de Lacan, mais plus particulièrement dans le Séminaire III de 1954-1955 qui a pour titre "Les psychoses". Le but étant dans ce séminaire d'ouvrir sa théorie du signifiant vers la phénoménologie des psychoses.

##### La forclusion du Nom-du-père
C'est précisément à ce moment que Lacan fonde son concept majeur de Forclusion du nom du père comme mécanisme psychique opérant de la psychose.
Chez Freud, là où le névrotique « refoule » (Verdrängung) ), le psychotique « rejette » (Verwerfung).
Forclusion est un terme puisé par Lacan dans le champ lexical du droit: par l’effet de la forclusion, le titulaire d’un droit perd la faculté de l’invoquer en raison de l'expiration d'un délai d'exercice de ce droit. Ce n'est pas exactement la traduction de la Verwerfung freudienne. Ce n'est pas non plus celle de la Verleugnung freudienne, cette dernière proche du « déni » dans le domaine des perversions.
Lacan théorise cette notion et l'explique à partir de l'étude du cas Schreber. La forclusion est le rejet d'un signifiant primordial organisant l'ordre symbolique, qui reparaît dans le Réel sous forme de délire hallucinatoire.

##### Importance du cas Schreber dans la suite de l'œuvre de Lacan
Seront abordés dans le séminaire de 1954 pléthore de thèmes qui visent non pas à l'explication des psychoses mais à leur approche. Lacan théorise le rapport entre la psychose et le grand Autre, l'entrée dans la psychose, l'hallucination verbale, la métonymie et la métaphore, le "point de capiton", la "grand route" et d'autres thèmes qui feront que cette étude marquera un tournant dans l'épistémologie psychiatrique et psychanalytique.
En 1957, Lacan écrit le texte  "D'une question préliminaire à tout traitement possible de la psychose" (in Les Écrits). Ici sa théorisation se veut plus tranchée et plus complexe; il commence avec l'étude des hallucinations verbales qui selon lui ont été abordées par les scolastiques. Il en critique la tendance idéaliste[réf. souhaitée]. Pour lui le perceptum (monde perçu) ne renvoie pas à une univocité d'un percipiens (sujet percevant) qui aurait fonction de synthèse. Non, ici chez Lacan, l'hallucination n'est pas le défaut d'une demande raison au percipiens d'unifier un perceptum déjà univoque. Lacan poursuit alors toute sa théorisation des psychoses grâce notamment au Schéma I, qui est au fond l'explicitation des rapports entre l'imaginaire, le réel et le symbolique pour le psychotique.[pas clair]
Pour en revenir à la forclusion du Nom-du-père, ce concept lacanien serait donc ce qu'il y a d'opérant dans la psychose, et Schreber serait le modèle clinique de Lacan pour sa théorie de la psychose, tout comme le petit Hans, pour Freud, serait le modèle du complexe d'Œdipe.
L'ouvrage Témoin Schreber, publié par l’École lacanienne de psychanalyse se situe dans le sillage de l'interprétation lacanienne.

### Interprétation de Deleuze et Guattari
Gilles Deleuze, dans un article publié en 1968, évoque son intérêt pour Schreber, lors d'un débat avec Félix Guattari et un collectif étudiant : « Je prends un exemple : qu’est-ce que c’est que Schreber, le Président Schreber, le fameux Président Schreber ? Alors on l’avait étudié de très très près, ça nous avait tenus très longtemps. Si vous prenez ce délire, c’est quoi, vous voyez quoi ? C’est tout simple, vous voyez : un type qui ne cesse de, de délirer quoi ? L’Alsace et la Lorraine. Il est une jeune Alsacienne - Schreber est allemand - il est une jeune Alsacienne qui défend l’Alsace et la Lorraine contre l’Armée française. Il y a tout un délire des races. Le racisme du Président Schreber est effréné, son antisémitisme est effréné, c’est terrible. Toutes sortes d’autres choses en ce sens. C’est vrai que Schreber a un père. Ce père, qu’est-ce qu’il fait le père ? C’est pas rien. Le père, c’est un homme très, très connu en Allemagne. Et c’est un homme très connu pour avoir inventé de véritables petites machines à torture, des machines sadiques qui étaient très à la mode au XIXe siècle, et qui ont pour origine Schreber [...] Alors bon, le père, il est inventeur de ces machines. Quand il délire, le Président Schreber, il délire aussi tout un système d’éducation [...] ».

### Travaux anglo-saxons consacrés au cas Schreber
- En 1949, Mauritz Katan, psychanalyste néerlandais établi à Houston, Texas, pour fuir le nazisme, reprit l'étude du livre de Schreber dans une perspective qu'il pensait freudienne, à savoir consistant à tout ramener au monde fantasmatique de Schreber lui-même. Cette année-là il publie Schreber : l'idée délirante de la fin du monde. L'année suivante, il publie encore Les Hallucinations de Schreber sur les "petits hommes", où il entend ramener ces personnages de Schreber à ses seuls spermatozoïdes. Il poursuivit ces études sa vie durant avec trois autres articles[18]. Même si Katan a apporté d'importantes contributions pionnières à la question du langage du schizophrène, ses analyses sur Schreber ont un intérêt surtout historique : elles montrent un des destins du freudisme, celui de ne pas prendre en considération des réalités autres que celles du fantasme. Les efforts de Freud pour se renseigner sur la famille de Schreber ont été en fait peu importants: le père de Schreber, Daniel Gottlob Moritz Schreber, était un médecin célèbre en son temps, auteur de plusieurs ouvrages de pédagogie ayant fondé des méthodes éducatives qui serviront plus tard aux nazis, et étant surtout le fondateur des lotissements Schreber qui marquèrent tant la culture populaire allemande et existent encore de nos jours.
- William G. Niederland, psychanalyste allemand qui s'établit d'abord en Israël puis aux États-Unis, a également repris les études sur Schreber, critiquant et contrant les analyses de Katan. Il a été le premier à s'intéresser au « noyau de vérité » dans le délire de Schreber et à montrer l'articulation étroite entre le livre de Schreber et les livres de son père sur la pédagogie et sur les exercices médicaux de chambre. Le père de Daniel Paul Schreber – Daniel Gottlob Moritz Schreber – ayant laissé une œuvre importante, célèbre en Allemagne mais probablement peu connue à Vienne. Dès 1951, Niederland critique Katan dans plusieurs ouvrages[19]. Niederland a aussi été le premier à signaler l'importance du nom du père de Schreber dans la constitution du délire du fils à travers le signifiant Gott.
- En 1955, Ida Macalpine et son fils Richard A. Hunter, publient leur traduction en anglais des Denkwürdigkeiten eines Nervenkranken de Daniel Paul Schreber, précédée d'une introduction critique à l'égard du diagnostic de Sigmund Freud qui, selon eux, n'analyse ni le délire de transformation corporelle de Schreber, ni ses préoccupations concernant la gestation et l'accouchement, ni son hypocondrie. Selon Octave Mannoni, le livre de Schreber ne constitue pas des « Mémoires » à proprement parler, mais plutôt des Memorabilia (Mémoires des hauts faits et gestes). Cette édition est la première édition du livre de Schreber depuis la sienne propre; elle sera suivie d'une nouvelle édition allemande de Franz Baumeyer (1973) et d'une édition française de Nicole Sels et Paul Duquenne (1975).
- La mise à disposition du texte de Schreber en anglais permit d'autres études, notamment celle de Franz Baumeyer (1956), intitulée Le Cas Schreber, qui présentait le dossier hospitalier de Schreber, ainsi que celle de W. Ronald D. Fairbairn, (1956), Considérations au sujet du cas Schreber, qui signale l'importance de la mère dans la psychose de Schreber, argumentant que si elle n'est pas mentionnée dans les Mémoires ce n'est pas en raison de son manque d'importance, mais au contraire de son envahissement et de sa toute-puissance auprès de son fils, et enfin celle de Robert B. White (1961), Le Conflit avec la mère dans la psychose de Schreber, qui va dans le même sens, en l'élargissant et l'approfondissant.
- Le renouveau éditorial se continue lors d'un congrès entièrement consacré à cet auteur, en 1963, à Atlantic City. Plusieurs chercheurs contribuent : Niederland par une allocution intitulée Les Nouvelles données et événements mémorables sur le cas Schreber (1963) ; Arthur C. Carr, qui présente des Remarques sur la paranoïa et leur rapport au cas Schreber, remettant en question le diagnostic de Freud et, avant lui, du médecin de Schreber, Weber ; Jules Nydes, Schreber, le parricide et le masochisme paranoïde et Robert B. White, Reconsidération du cas Schreber à la lumière des concepts psychosociaux.
- En 1973, le psychiatre américain Morton Schatzman, dans Soul Murder: Persecution in the Family[20], met au jour que le père de Daniel Paul Schreber – Moritz Schreber (de) – l'avait gravement persécuté dans son enfance.
- Luiz Eduardo Prado de Oliveira a présenté plusieurs de ces différents travaux anglo-saxons dans une thèse doctorale (1979)[21], tandis qu'en 1988, les actes d'un colloque sur Schreber à New York étaient édités en américain, et pour certains, en français[22].
- Henri Zvi Lothane a publié en langue anglaise plusieurs articles[23] et un ouvrage consacré à Schreber[24]. Il a également co-organisé avec Daniel Devreese et Jacques Schotte un colloque au Centre Culturel International de Cerisy, en août 1993, dont les actes ont paru en 1998[25].
- En 2011, Tom Dalzell a soutenu que la lecture de Schreber par Freud avait inversé l'ordre de priorité dans les conceptions de la fin du XIXe siècle sur les causes déterminantes de la psychose – objectives-biologiques et subjectives-biographiques – afin de privilégier la disposition subjective à la psychose sans revenir aux paradigmes de la psychiatrie romantique du début du XIXe siècle. Il a examiné ce que Freud avait appris de ses contemporains psychiatres et dans quelle mesure les psychanalystes avaient accepté son étiologie, et il a conclu que l'étiologie de Freud avait été mieux acceptée par Jacques Lacan que par les autres psychanalystes[26].

## Schreber dans la culture
Schreber échappe aux seuls domaines de la psychanalyse, de la psychiatrie et de la psychologie par la postérité des œuvres auxquelles a pu donner lieu la richesse de son délire, et dans la mesure où un tel délire s'enracine en amont dans l'héritage culturel dont dispose l'homme cultivé qu'était Daniel Paul Schreber en son temps.

### Héritage culturel de D. P. Schreber
Lorsqu'en 1997, dans son ouvrage  Freud et Schreber, les sources écrites du délire, entre psychose et culture, L. E. P. de Oliveira résume nombre d'études anglo-saxonnes sur Schreber, chacune des figures du délire de Schreber y apparaît comme reliée à des éléments culturels précis de l'époque de leur auteur, y compris leurs éléments religieux, liés à Swedenborg.

### Postérité artistique, littéraire, théologique du cas Schreber
Schreber Président est un ouvrage collectif de Fabrice Petitjean, Pacôme Thiellement et Adrian Smith (2006), qui fait une large part aux œuvres d'art et à la théologie dans l'approche de Schreber.
En France, Jean Gillibert produit au théâtre son Schreber, et en Italie, Roberto Calasso son Fou impur.
Lors de ses études de lettres, l'écrivaine québécoise Nelly Arcan a produit une recherche sur l'œuvre de Schreber qui a influencé son œuvre de fiction dans laquelle « le thème du suicide est souvent associé aux pathologies des personnages ».
Par ailleurs, d'après le réalisateur Alex Proyas, le personnage « D. P. Schreber », dans le film Dark City (1998) s'inspire des mémoires de Daniel Paul Schreber.

#### Textes de référence
- Daniel Paul Schreber
  - (de) Denkwürdigkeiten eines Nervenkranken, éd. Oswald Mutz, Leipzig, 1903,in Projekt Gutenberg [lire en ligne]
  - Mémoires d'un névropathe, Points/Seuil, 1975.
    - « Avant-propos », [lire en ligne], trad. Christophe Bormans.
    - Chapitre IV. « Destinées personnelles au cours de ma première maladie nerveuse et au commencement de la seconde », [lire en ligne], trad. Christophe Bormans.
    - Chapitre XV. « Jeux avec l’homme » et « jeux de miracle ». - Appels à l’aide. - Oiseaux parleurs - Le père de Schreber [lire en ligne], trad. Christophe Bormans.
- Sigmund Freud
  - Le Président Schreber. Un cas de paranoïa, Paris, Payot, coll. « Petite bibliothèque Payot », 2011  (ISBN 978-2228906562)
  - Le Président Schreber, PUF, 2004,  (ISBN 2-13-054828-8)
  - Cinq psychanalyses (1935), Paris, Presses Universitaires de France, coll. « Quadrige », 2014.

#### Études et ouvrages sur Schreber
(Dans l'ordre alphabétique des noms d'auteurs)
- Elias Canetti, Masse et Puissance. Traduction Robert Rovini. Gallimard, 1966.  (ISBN 2070705072)
- Maurice Dayan, « 4 - Destin du narcissisme », dans Maurice Dayan (dir.), Les Relations au réel dans la psychose. Critique de l'héritage freudien, Paris, Presses Universitaires de France, « Bibliothèque de psychanalyse », 1985, p. 127-160, [lire en ligne].
- (de) Anke Junk, Macht und Wirkung eines Mythos : die mythenhaften Vorstellungen des Daniel Paul Schreber. Hannover, Impr. Henner Junk, 2004 (OCLC 993236229)
- Jacques Lacan, Séminaire III : Les psychoses, Seuil, 1981.
- Henri Z'vi Lothane,
  - (1992). In defense of Schreber. Soul murder and psychiatry. Hillsdale, NJ/London: The Analytic Press.
  - avec Daniel Devreese et Jacques Schotte (1998). Schreber revisité: Colloque de Cerisy. Louvain-la-Neuve: Presses universitaires de Louvain.
- Fabrice Petitjean, Adrian Smith, Pacôme Thiellement (éd.), Schreber président, Lyon, Fage éditions, 2006  (ISBN 9782849750537).
- Luiz Eduardo Prado de Oliveira
  - Le Cas Schreber : contributions psychanalytiques de langue anglaise, PUF, 1979.
  - « Trois études sur Schreber et la citation », Psychanalyse à l'université, no 14, vol. 4, 1979.
  - « Schreber, Mesdames, Messieurs » Revue française de psychanalyse, 1982, [lire en ligne].
  - (éd.) Schreber et la paranoïa : le meurtre d'âme, Paris, L'Harmattan, 1996  (ISBN 9782738447807).
  - Freud et Schreber, les sources écrites du délire, entre psychose et culture, (collab.Marie-Christine Vila), Ramonville St Agne, Erès, coll. « Actualité de la psychanalyse », 1997, 148 p.  (ISBN 978-2-86586-479-9).
- Elias Canetti, Masse und Macht, Hambourg, Claasen, 1960 (ISBN 3-596-26544-4), p. 500–533
- Klaas Huizing (de), In Schrebers Garten, Munich, Knaus, 2008 (ISBN 978-3-8135-0292-3)Roman über Moritz Schreber und die Wirkung seiner Erziehungsmethoden auf seinen Sohn Daniel Paul Schreber